# Balfour (Sudafrica)
Balfour è un centro abitato del Sudafrica, situato nella provincia dello Mpumalanga.